# 東醫壽世保元
《東醫壽世保元》（동의수세보원）是一部朝鲜民族傳統醫學著作，由朝鮮王朝末期醫學家李濟馬於1894年所著。全書共4卷，分為性命論、四端論、擴充論、臟腑論、醫源論、廣濟論、四象人辨證論等七編，記載了625條論述，153個方劑，約6萬字，初刊于1901年。
該書在借鑒《東醫寶鑒》的基礎上，提出體質、疾病、養生、情緒等生活現象與人體臟器的運作之間息息相關，由此創造性地提出了四象醫學理論。認為可以用臟腑的大小以及強弱對人的體質加以分類：肺大肝小者為太陽人，脾大腎小者為少陽人，肝大肺小者為太陰人，腎大脾小者為少陰人。據此以施行辯證施治。